# لری مورفی (بازیگر)
لری مورفی (انگلیسی: Larry Murphy (actor)؛ زادهٔ ۱۹۷۲) یک صدا پیشه اهل ایالات متحده آمریکا است.